# Lindomar Garçon
Lindomar Barbosa Alves, mais conhecido como Lindomar Garçon (Rondonópolis, 17 de outubro de 1969) é um político brasileiro. Atualmente no Republicanos.
Já tendo trabalhado como garçon, adotou o nome em sua carreira política.Foi vereador e prefeito da cidade de Candeias do Jamari por dois mandatos consecutivos (1997–2005). Neste período era filiado ao PSDB.
Em 2006, elege-se deputado federal já pelo PV. Tenta a reeleição em 2010 porém obtem a suplência. Mudou de partido em 2007, do PV para o PR, porém retornou a antiga sigla devido ao risco de perder o mandato por infidelidade partidária.
Em 2012, concorre a prefeitura de Porto Velho, perdendo no 2º turno contra Mauro Nazif Rasul.
Foi eleito deputado federal em 2014, para a 55.ª legislatura (2015-2019). Como deputado federal, votou a favor do Processo de impeachment de Dilma Rousseff. Já durante o Governo Michel Temer, votou a favor da PEC do Teto dos Gastos Públicos. Em abril de 2017 foi favorável à Reforma Trabalhista. Em agosto de 2017 votou contra o processo em que se pedia abertura de investigação do presidente Michel Temer, ajudando a arquivar a denúncia do Ministério Público Federal.Nas Eleições Gerais de 2018 Não Conseguiu se Reeleger Para o Seu 3 Mandato de Deputado Federal
É cristão evangélico, sendo membro e líder da Igreja Evangélica Assembleia de Deus.